# Seznam dílů seriálu Mistresses
Toto je seznam dílů seriálu Mistresses. Americký dramatický seriál Mistresses vysílala stanice ABC od 3. června 2013 do 6. září 2016.

## Přehled řad
| Řada | Díly | Premiéra v USA  | Premiéra v USA |
| Řada | Díly | První díl       | Poslední díl   |
| ---- | ---- | --------------- | -------------- |
| 1    | 13   | 3. června 2013  | 9. září 2013   |
| 2    | 13   | 2. června 2014  | 1. září 2014   |
| 3    | 13   | 18. června 2015 | 3. září 2015   |
| 4    | 13   | 30. května 2016 | 6. září 2016   |

## Seznam dílů

### První řada (2013)
| Č. v seriálu | Č. v řadě | Původní název                | Režie               | Scénář                                   | Premiéra v USA    |
| ------------ | --------- | ---------------------------- | ------------------- | ---------------------------------------- | ----------------- |
| 1            | 1         | Pilot                        | Cherie Nowlan       | K. J. Steinberg                          | 3. června 2013    |
| 2            | 2         | The Morning After            | Chris Misiano       | Rina Mimoun                              | 10. června 2013   |
| 3            | 3         | Breaking and Entering        | Ron Lagomarsino     | K. J. Steinberg                          | 17. června 2013   |
| 4            | 4         | A Kiss Is Just a Kiss?       | David Paymer        | Chad Gomez Creasey a Dara Resnik Creasey | 24. června 2013   |
| 5            | 5         | Decisions, Decisions         | Cherie Nowlan       | Jordan Budde                             | 1. července 2013  |
| 6            | 6         | Payback                      | Eric Laneuville     | Josh Reims                               | 8. července 2013  |
| 7            | 7         | All In                       | John Scott          | Jenna Richman                            | 15. července 2013 |
| 8            | 8         | Ultimatum                    | Holly Dale          | Justin W. Lo                             | 22. července 2013 |
| 9            | 9         | Guess Who's Coming to Dinner | Tawnia McKiernan    | David Folwell                            | 29. července 2013 |
| 10           | 10        | Indecent Proposals           | Bobby Roth          | Chad Gomez Creasey a Dara Resnik Creasey | 19. srpna 2013    |
| 11           | 11        | Full Disclosure              | Jeff Bleckner       | Josh Reims                               | 26. srpna 2013    |
| 12           | 12        | When One Door Closes…        | Constantine Makris  | Rina Mimoun                              | 2. září 2013      |
| 13           | 13        | I Choose You                 | Allison Liddi-Brown | K. J. Steinberg                          | 9. září 2013      |

### Druhá řada (2014)
| Č. v seriálu | Č. v řadě | Původní název              | Režie              | Scénář                                | Premiéra v USA    |
| ------------ | --------- | -------------------------- | ------------------ | ------------------------------------- | ----------------- |
| 14           | 1         | Rebuild                    | Ron Lagomarsino    | Rina Mimoun                           | 2. června 2014    |
| 15           | 2         | Boundaries                 | Ron Lagomarsino    | K. J. Steinberg                       | 9. června 2014    |
| 16           | 3         | Open House                 | John Scott         | Josh Reims                            | 16. června 2014   |
| 17           | 4         | Friends With Benefits      | John Scott         | Jenna Richman                         | 23. června 2014   |
| 18           | 5         | Playing With Fire          | Constantine Makris | Justin W. Lo                          | 30. června 2014   |
| 19           | 6         | What Do You Really Want    | Constantine Makris | Jordan Budde                          | 7. července 2014  |
| 20           | 7         | Why Do Fools Fall in Love? | Ron Underwood      | Josh Reims                            | 14. července 2014 |
| 21           | 8         | An Affair to Surrender     | Ron Underwood      | Justin W. Lo                          | 21. července 2014 |
| 22           | 9         | Coming Clean               | Tara Nicole Weyr   | Jerica Lieberman a Molly Kate Margraf | 4. srpna 2014     |
| 23           | 10        | Charades                   | Tara Nicole Weyr   | Jenna Richman                         | 11. srpna 2014    |
| 24           | 11        | Choices                    | Michael Grossman   | Jordan Budde                          | 18. srpna 2014    |
| 25           | 12        | Surprise                   | Michael Grossman   | Rina Mimoun                           | 25. srpna 2014    |
| 26           | 13        | 'Til Death Do Us Part      | John Scott         | K. J. Steinberg                       | 1. září 2014      |

### Třetí řada (2015)
| Č. v seriálu | Č. v řadě | Původní název        | Režie              | Scénář                           | Premiéra v USA    |
| ------------ | --------- | -------------------- | ------------------ | -------------------------------- | ----------------- |
| 27           | 1         | Gone Girl            | Constantine Makris | Rina Mimoun                      | 18. června 2015   |
| 28           | 2         | I'll Be Watching You | Constantine Makris | K. J. Steinberg                  | 18. června 2015   |
| 29           | 3         | Odd Couples          | John Scott         | Melissa Carter                   | 25. června 2015   |
| 30           | 4         | Into the Woods       | John Scott         | Justin Lo                        | 2. července 2015  |
| 31           | 5         | Threesomes           | Holly Dale         | Jordan Budde                     | 9. července 2015  |
| 32           | 6         | Love is an Open Door | Holly Dale         | Stacy Littlejohn                 | 16. července 2015 |
| 33           | 7         | The Best Laid Plans  | John Scott         | Jerica Lieberman a Molly Margraf | 23. července 2015 |
| 34           | 8         | Murder She Wrote     | John Scott         | Rina Mimoun                      | 30. července 2015 |
| 35           | 9         | Unreliable Witness   | Eric Laneuville    | Jenna Richman                    | 6. srpna 2015     |
| 36           | 10        | What Could Have Been | Eric Laneuville    | Jordan Budde                     | 13. srpna 2015    |
| 37           | 11        | Guilt By Association | Liz Allen          | Melissa Carter                   | 20. srpna 2015    |
| 38           | 12        | Reasonable Doubt     | Liz Allen          | Justin Lo                        | 27. srpna 2015    |
| 39           | 13        | Goodbye Girl         | John Scott         | K. J. Steinberg                  | 3. září 2015      |

### Čtvrtá řada (2016)
| Č. v seriálu | Č. v řadě | Původní název              | Režie              | Scénář                                                 | Premiéra v USA    |
| ------------ | --------- | -------------------------- | ------------------ | ------------------------------------------------------ | ----------------- |
| 40           | 1         | The New Girls              | Chris Misiano      | Josh Reims                                             | 30. května 2016   |
| 41           | 2         | Mistaken Identity          | Chris Misiano      | Jessica Lieberman a Molly Margraf                      | 6. června 2016    |
| 42           | 3         | "Under Pressure            | Sharat Raju        | Jordan Budde                                           | 20. června 2016   |
| 43           | 4         | Blurred Lines              | Sharat Raju        | Kiersten Van Horne                                     | 27. června 2016   |
| 44           | 5         | Lean In                    | Constantine Makris | Rina Mimoun                                            | 4. července 2016  |
| 45           | 6         | What Happens in Vegas      | Constantine Makris | Justin Lo                                              | 11. července 2016 |
| 46           | 7         | Survival of the Fittest    | John Scott         | Sarah Tarkoff                                          | 2. srpna 2016     |
| 47           | 8         | Bridge Over Troubled Water | John Scott         | Jessica Lieberman a Molly Margraf                      | 8. srpna 2016     |
| 48           | 9         | The Root of All Evil       | Jerry O'Connell    | Justin Lo                                              | 15. srpna 2016    |
| 49           | 10        | Confrontations             | Jerry O'Connell    | Jordan Budde                                           | 22. srpna 2016    |
| 50           | 11        | Fight or Flight            | Hanelle Culpepper  | K. J. Steinberg                                        | 29. srpna 2016    |
| 51           | 12        | Back to the Start          | Hanelle Culpepper  | K. J. Steinberg                                        | 5. září 2016      |
| 52           | 13        | The Show Must Go On        | John Scott         | námět: Josh Reims scénář: K.J. Steinberg a Rina Mimoun | 6. září 2016      |